# 組み紐

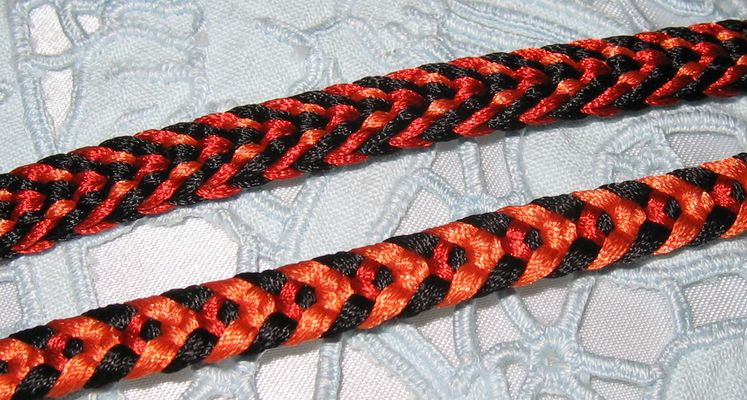
組み紐（くみひも）

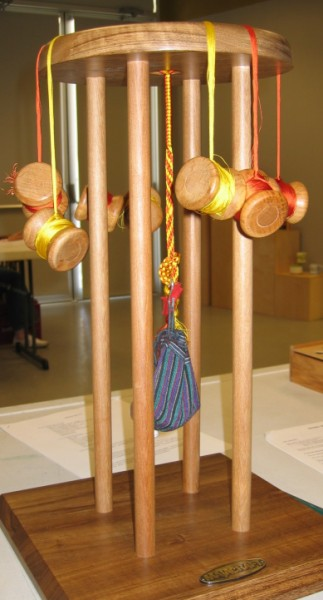
組台

組紐（くみひも）とは、日本伝統の工芸品で主に細い絹糸、または綿糸を組み上げた紐。
編み物や織物と同じくテキスタイル技術の一種で組物に分類される。四角い「角打ち紐」とリボン状に平たい「平打紐」と、丸い「丸打紐」の3種類に大きく分けられる。

## 歴史
日本には仏教の伝来により、仏具、仏典、巻物の付属品の飾り紐として渡来した。奈良時代には細い色糸による組み帯などの男女の礼服として普及、鎌倉時代には武具の一部、安土桃山時代には茶道具の飾り紐として使われた。この時代には、豊臣秀吉が美術工芸を奨励したことから組み紐を職業とする者が現れた。現在でも東京、京都、伊賀などでは伝統的に、組み紐業が盛んである。
江戸時代頃までには唐組台、内規台、高台、丸台、角台、三角台などの様々な組台が作られ、より美しい色彩や模様も考案された。男性中心の武家社会に浸透した「真田紐」と並び、武具や刀剣の飾り等に盛んに用いられ、武士達の美的センスと伊達男ぶりを示すアイテムのひとつとされた。
江戸末期の文化年間には女性の装いの帯締めとしての用途にも使われるようになった。帯締めの他に、より細く組まれた「三分紐」などがある。
これらの組み紐は熟練の職人による一点ものの手工芸品だったが、1882年、ドイツのバーメンから、工業用の組み紐製造機が輸入され、組み紐業が産業として成立するようになった。明治の廃刀令以降、刀剣の飾りとしての需要はなくなったが、帯締めの用途を中心に和服の装身具として定着した。
しかし近代化に伴い着物離れ、安価な機械製や海外製の組紐の台頭により、非常に手間暇のかかる組台を使用した組み紐は他の伝統産業と同じく熟練の組み手の高齢化、担い手不足。また組み紐を制作する上で欠かせない組台やその他の道具が作れる職人も同様の理由で減少し、徐々に衰退している。
現代では伝統工芸と西洋文化の融合が図られる事例もあり、アメリカのスポーツブランドナイキはスポーツ・シューズのストリングの紐に伝統的な平打ちの組み紐を採用した。この話を受けた京都の老舗 組み紐店は、伝統の維持と、前例のない事からこの話を一度は断るが、後に承諾、画期的なシューズは2001年に発売された。

## 種類

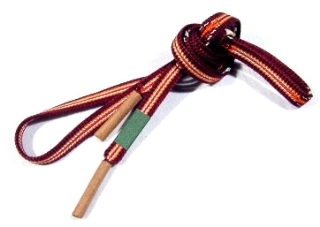
平打ち（帯締め）
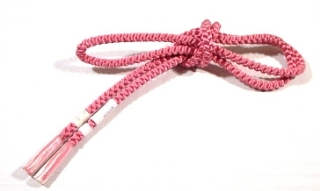
丸打ち（帯締め）

- 四角い「角打ち紐」とリボン状に平たい「平打紐」と、丸い「丸打紐」の3種類に大きく分けられる。

- 東京の江戸組紐、京都の京くみひも、三重県伊賀市の伊賀くみひも、小山市の「間々田紐」などがある。

## その他
- 「真田紐」や「より紐」とよく混合されるが、真田紐は織物、より紐は撚った紐、組紐は組物であり別物である。

- 現在は設備のある文化教室で手芸として習うこともできる。